# معركة نهر جيحون
معركة نهر جيحون وقعت عام 651 م، وكانت معركة حاسمة خلال مرحلة الفتح الإسلامي لفارس في القرن السابع الميلادي. دارت المعركة على ضفاف نهر جيحون (نهر آموداريا في آسيا الوسطى اليوم) بين جيوش الإمبراطورية الساسانية المتحالفة مع قوات خانية غوك تورك من جهة، والجيش الإسلامي التابع للخلافة الراشدة من جهة أخرى. أسفرت المواجهة عن انتصار حاسم للمسلمين وهزيمة ساحقة للجيش الساساني، حيث انهارت المقاومة العسكرية الساسانية. وبعد المعركة أصبح الإمبراطور الساساني الأخير يزدجرد الثالث طريدًا هاربًا، إذ فرّ إلى آسيا الوسطى ثم لجأ إلى الصين، لتنتهي بذلك حقبة الإمبراطورية الساسانية فعليًا.

## خلفية
كانت خراسان ثاني أكبر مقاطعة في الإمبراطورية الفارسية الساسانية. وامتدت إلى ما هو الآن شمال شرق إيران وأفغانستان وتركمانستان. كانت عاصمتها بلخ، الآن في شمال أفغانستان. في عام 651، أسندت مهمة فتح خراسان إلى الأحنف بن قيس وعبد الله بن عامر. سار عبد الله من فارس وسلك طريقًا قصيرًا عبر الري. ثم سار الأحنف شمالا مباشرة إلى مرو، في تركمانستان الحالية.  كانت مرو عاصمة خراسان وهناك أقام يزدجرد بلاطه. عند سماع تقدم المسلمين، غادر يزدجرد إلى بلخ. لم تبد المدينة أي مقاومة، ودخل المسلمون عاصمة خراسان بدون قتال.

## المعركة
مكث الأحنف في مرو وانتظر التعزيزات من الكوفة.  في هذه الأثناء، جمع يزدجرد قوة كبيرة في بلخ وسعى أيضًا إلى التحالف مع خان فرغانة، الذي قاد شخصيًا القوات التركية لمساعدة يزدجرد. لكن الأحنف نجح في تفكيك التحالف وسحب خان فرغانة قواته، مدركًا أن القتال مع المسلمين لم يكن فكرة جيدة وقد يعرض مملكته للخطر. هُزم جيش يزدجرد في معركة نهر جيحون وتراجع إلى بلاد ما وراء النهر. نجا يزدجرد بصعوبة وهرب إلى الصين. في حين دخل المسلمون بلخ، وبهذا انتهت الحرب من الفرس حيث وصل المسلمون إلى أقصى حدود بلاد فارس. وأنتهت الإمبراطورية الساسانية من الوجود.

## النتائج
بعد هزيمته في معركة نهر جيحون، لم يكن يزدجرد قادرًا على جمع جيش آخر وأصبح هاربًا مطاردًا. بعد المعركة، هرب إلى آسيا الوسطى إلى بلاط خان فرغانة. من هناك ذهب يزدجرد إلى الصين.  ومع ذلك، استمر يزدجرد في التدخل في بلاد فارس، مستخدماً نفوذه على أعيان ورؤساء بلاد فارس، وبالتالي ظل قوة دافعة وراء التمرد الفارسي. في عهد الخليفة عثمان بن عفان، عاد يزدجرد إلى باختر وتمردت خراسان على الخلافة. سحق عبد الله بن عامر التمرد وهزم قوات يزدجرد. هرب من منطقة إلى أخرى حتى قُتل في مرو عام 651. 